# Compétitions artistiques aux Jeux olympiques d'été de 1928
Pour la quatrième fois dans l’histoire olympique, des compétitions artistiques sont organisées conjointement avec les épreuves sportives, à l’occasion des Jeux olympiques d'été de 1928, organisés aux Pays-Bas, à Amsterdam. Comme précédemment, il est prévu que les lauréats de ces concours soient récompensés par des médailles d’or, d’argent et de bronze. Les œuvres produites devant être originales et avoir un lien évident avec le thème du sport. Toutefois, deux innovations marquent cette édition 1928. En premier lieu, les cinq catégories « historiques » (Architecture, Littérature, Musique,  Peinture et Sculpture) sont dorénavant divisées en nombreuses sous-catégories. Par ailleurs, les artistes disposent du droit de vendre leurs œuvres à la fin de l'exposition. Ce qui va provoquer la polémique et le mécontentement du CIO farouchement opposé au professionnalisme des sportifs comme des artistes. Quoi qu’il en soit, ces compétitions artistiques connaissent un succès retentissant. Plus de mille œuvres d'art sont exposées auxquelles il faut ajouter les livres, plans d'architectes et compositions musicales. Vingt-neuf médailles sont distribuées dont neuf en or .

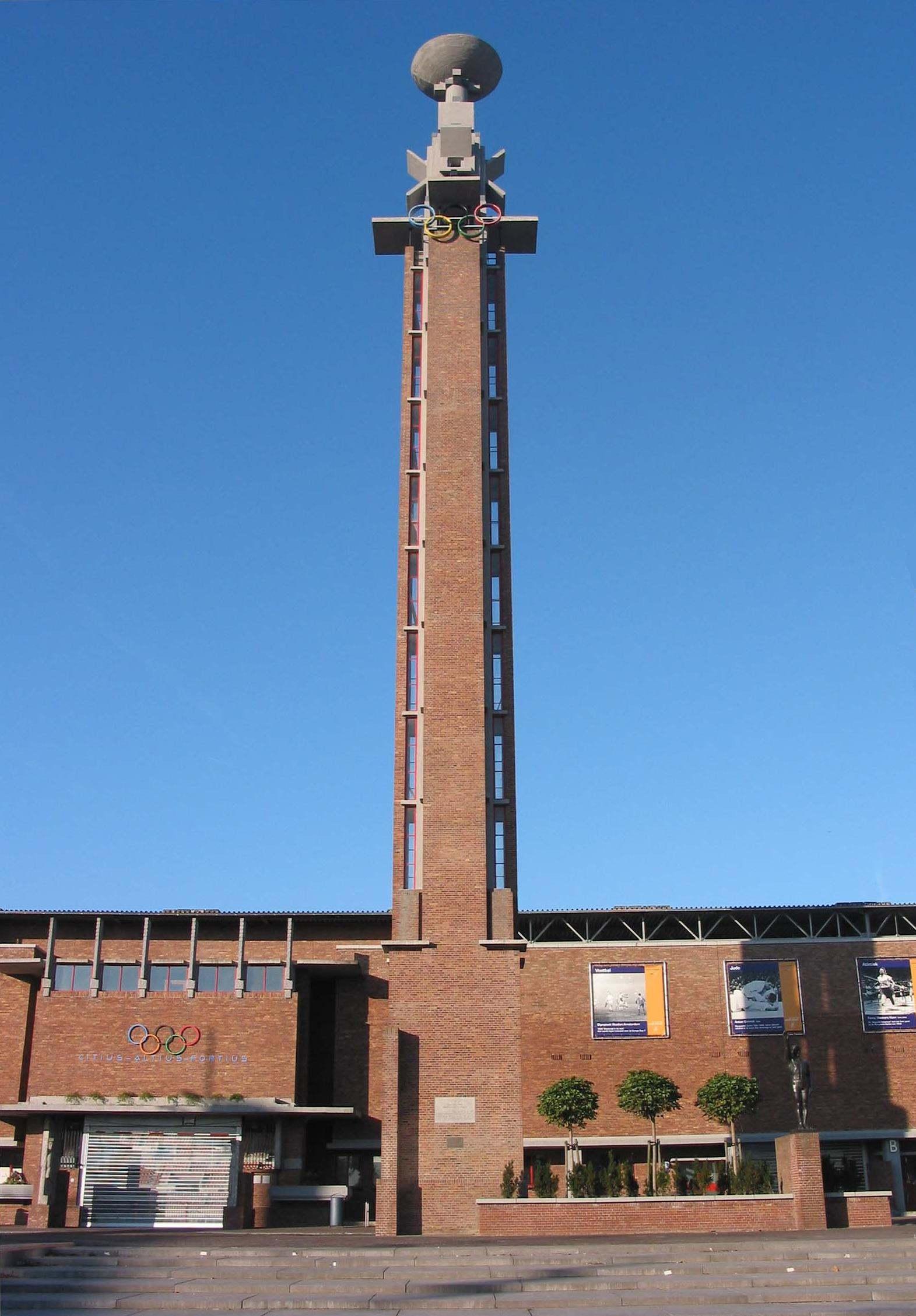
Devant le stade olympique d’Amsterdam, la « Marathontoren » surmontée de la vasque olympique. Tour de plus de 40 m de haut créée par l'architecte néerlandais Jan Wils, lauréat de l’épreuve Projets architecturaux.

## Organisation
L’organisation des Compétitions artistiques est effectuée avec le plus grand sérieux. Durant la période précédant les Jeux, un comité de travail et un comité consultatif responsable de chacune des cinq catégories sont créés. Des réunions d’information avec les représentants des différentes organisations artistiques néerlandaises sont organisées. Et des contacts avec les Comités olympiques et les organisations artistiques des pays participants établis. Conformément aux vœux du Comité d’organisation, les cinq domaines artistiques principaux sont divisés en  treize sous-catégories : 
- Architecture: Urbanisme, Projets architecturaux
- Littérature : Œuvres lyriques, Œuvres dramatiques, Œvres épiques
- Sculpture: Statues, Médailles et  bas-reliefs
- Peinture:  Peintures, Dessins et Aquarelles, Arts graphiques
- Musique: Compositions pour orchestre, Compositions de chant pour soliste ou chœur, Compositions pour instruments et pour musique de chambre.

Finalement, 370 artistes dont 38 femmes, originaires de 19 pays, exposent leur travail au Stedelijk Museum d’Amsterdam. Leurs créations au nombre de 1150 (décompte officiel) seront vues par plus de 10 000 visiteurs qui se presseront à l’exposition jusqu’à sa clôture, le 12 août 1928. En complément de cette exposition, un catalogue est édité qui comprend une liste des œuvres avec leur prix d'achat. Une initiative qui ne sera pas du tout appréciée par les membres du CIO et qui comptera plus tard dans la décision d’abolir les épreuves artistiques des Jeux.

## Bilan
Soixante-six architectes et cabinets d’architectes représentant  13 pays participent  au concours d’Architecture. Ce qui représente un total de quatre-vingt-un projets. Dans la catégorie Urbanisme, la médaille d’or est attribuée à l’Allemand Alfred Hensel pour « Le stade de Nuremberg ». Il s’agit d’un ensemble de plans d’un parc de sports et de loisirs situé sur la rive du lac Kleiner Dutzendteich à Nuremberg. En ce qui concerne le concours de Projets architecturaux, la médaille d'or revient à l'architecte néerlandais Jan Wils pour son ''Stade olympique d'Amsterdam''. Édifice qui a la particularité d’être déjà construit au moment de l’ouverture des Jeux olympiques, le 28 juillet 1928. Et dont l’élément le plus impressionnant est la "Marathontoren", une tour de plus de 40 m de haut au sommet de laquelle la flamme olympique est allumée pour la première fois à l'occasion des Jeux. C’est depuis cette année olympique 1928 que l’allumage symbolique de la flamme est indéfectiblement  lié aux Jeux.
Dans le domaine littéraire, la tâche du jury consiste à départager 40 œuvres littéraires produites par 34 auteurs originaires de 10 pays. Dans la sous-catégorie Œuvres dramatiques, aucune médaille d’or ni de bronze n’est décernée. En revanche, dans la sous-catégorie Œuvres lyriques, la médaille d'or est attribuée à l'écrivain polonais Kazimierz Wierzyński pour son poème « Laurier olympique » qui idéalise la grâce et la forme physique des athlètes. Cofondateur du groupe de poètes polonais appelé Skamander, Kazimierz Wierzyński est un artiste prolifique dont l’œuvre est marquée par l’insouciance et la joie de vivre. Dans la catégorie  Œuvres épiques, la médaille d'or est décernée au Hongrois Ferenc Mező pour son travail « L'Histoire des Jeux Olympiques ». Par la suite, Ferenc Mező consacrera sa vie à l’étude de l’olympisme, publiant quelque 70 ouvrages sur le sujet et collectionnant une impressionnante collection de documents originaux, photographies et médailles. Il deviendra ensuite membre du Comité international olympique, de 1948 à sa mort.
Dans la catégorie Musique, le bilan est décevant. Le rapport officiel dénombre seulement 22 morceaux présentés en compétitions. Des œuvres qui proviennent de 15 artistes représentant 9 pays. Les membres du jury n’étant pas satisfaits de la qualité générale des productions soumises à leur jugement dans les trois sous-catégories, ne décernent qu’une médaille de bronze. Elle concerne la sous-catégorie Compositions pour orchestre. Et elle est attribuée au compositeur danois Rudolf Simonsen, auteur d’un ensemble de quatre symphonies baptisé « Symphonie grecque no 2 ».
En peinture, le rapport officiel fait état de 450 peintures, dessins et œuvres graphiques créées par 49 artistes venant de 12 pays. Dans la sous-catégorie Peintures, la médaille d'or est décernée au peintre hollandais Isaac Israëls pour son tableau « Le Cavalier rouge ». Tandis que la médaille d‘argent revient à Laura Knight, auteure d’une œuvre intitulée « Boxeurs ». Le médaillé d'or dans la sous-catégorie « dessins et aquarelles » est le Luxembourgeois Jean Jacoby pour son dessin « Rugby ». Déjà récompensé par une médaille d'or en 1924, Jacoby sera finalement l'artiste le plus titré de l'histoire des Compétitions artistiques aux Jeux olympiques .
En ce qui concerne les arts graphiques, c’est le prolifique graphiste, peintre, illustrateur et graveur sur bois anglais William Nicholson qui remporte la médaille d'or pour sa série « Gravures sur bois de douze sports ». Tandis que l'affichiste suisse Carl Moos obtient  la médaille d'argent pour ses affiches qu’il présentera à plusieurs concours suisses et internationaux, comme celle associée aux Jeux d’hiver de 1928 à Saint-Moritz.
Pour ce qui est de la Sculpture, 255 œuvres sont présentées aux juges dont 80 médailles. Dans la sous-catégorie statues, le français Paul Landowski remporte la médaille d'or pour son « Boxeur », identique à son « Pugiliste », présenté aux Jeux de 1924. Le sujet en était le boxeur français Georges Carpentier, modèle de Landowski en 1921. Sculpteur statuaire renommé, Paul Landowski créera par la suite de nombreux monuments d’importance dont le célèbre Christ de Corcovado. Dans cette même sous-catégorie, la médaille d'argent est attribuée à l'artiste suisse Milo Martin pour son « Athlète au repos ». La médaille de bronze étant décernée à Renée Sintenis pour son « Footballeur ». L’artiste spécialisée dans les sculptures animalières créera par la suite le fameux « Ours d’or », récompense de la célèbre Berlinale.
Dans la catégorie Médailles et  bas-reliefs, c’est l’Autrichien Edwin Grienauer qui remporte la médaille d’or pour « Médailles ». Certaines d’entre elles  ont pour thème l’Aviron. Un sport que Grienauer connaissait bien puisqu’il avait été champion d’Autriche 1927, en deux de couple. En ce qui concerne la médaille d’argent, elle est décrochée par le Néerlandais Chris van der Hoef pour son travail « Médailles pour les Jeux Olympiques ». Chris van der Hoef était un artiste polyvalent qui œuvra en tant que designer, graveur, lithographe, céramiste, médailleur et sculpteur. Son travail s’inscrit dans le mouvement Nieuwe Kunst, l’Art nouveau typiquement néerlandais.

## Tous les médaillés
| Disciplines artistiques                                     | Or                                                       | Argent                                                          | Bronze                                                                     |
| ----------------------------------------------------------- | -------------------------------------------------------- | --------------------------------------------------------------- | -------------------------------------------------------------------------- |
| Projets architecturaux                                      | Jan Wils (en) pour Stade olympique d’Amsterdam           | Ejnar Mindedal Rasmussen (en) pour Une piscine à Ollerup        | Jacques Lambert pour Stade de Versailles                                   |
| Urbanisme                                                   | Alfred Hensel (en) pour Le stade de Nuremberg            | Jacques Lambert pour Le stade de Versailles                     | Max Laeuger pour Le parc de la ville de Hambourg                           |
| Sculpture : statues                                         | Paul Landowski pour Le boxeur                            | Milo Martin pour Athlète au repos                               | Renée Sintenis pour Footballeur                                            |
| Sculpture : médailles et bas-reliefs                        | Edwin Grienauer (en) pour Médailles                      | Chris van der Hoef (en) pour Médailles pour les Jeux Olympiques | Edwin Scharff pour Plaquette                                               |
| Peintures                                                   | Isaac Israëls pour Le cavalier rouge                     | Laura Knight pour Boxeurs                                       | Walther Klemm (en) pour Patineurs                                          |
| Arts graphiques                                             | William Nicholson pour Gravures sur bois de douze sports | Carl Moos (en) pour L'athlétisme                                | Max Feldbauer (en) pour Diligence                                          |
| Dessins et aquarelles                                       | Jean Jacoby pour Rugby                                   | Alex Virot pour Gestes de football                              | Władysław Skoczylas pour Posters                                           |
| Littérature : œuvres lyriques                               | Kazimierz Wierzyński pour Lauriers olympiques            | Rudolf Binding pour Conseils d'équitation à son aimée           | Johannes Weltzer (en) pour Symphonie héroïque                              |
| Littérature : œuvres épiques                                | Ferenc Mező (en) pour L'histoire des Jeux Olympiques     | Ernst Weiss pour Boetius von Orlamünde                          | Carel Scharten (en) et Margo Scharten-Antink (en) Le fou dans les Maremmen |
| Littérature : œuvres dramatiques                            | non décerné                                              | Lauro De Bosis pour Icare                                       | non décerné                                                                |
| Musique: compositions pour orchestre                        | non décerné                                              | non décerné                                                     | non décerné                                                                |
| Musique : compositions de chant pour soliste ou chœur       | non décerné                                              | non décerné                                                     | non décerné                                                                |
| Musique : compositions instrumentales et Musique de chambre | non décerné                                              | non décerné                                                     | non décerné                                                                |

## Tableau des médailles
| Rang | Nation          | Or | Argent | Bronze | Total |
| ---- | --------------- | -- | ------ | ------ | ----- |
| 1    | Pays-Bas        | 2  | 1      | 1      | 4     |
| 1    | Allemagne       | 1  | 2      | 5      | 8     |
| 3    | France          | 1  | 2      | 1      | 4     |
| 4    | Grande-Bretagne | 1  | 1      | 0      | 2     |
| 5    | Pologne         | 1  | 0      | 1      | 2     |
| 6    | Autriche        | 1  | 0      | 0      | 1     |
| 6    | Hongrie         | 1  | 0      | 0      | 1     |
| 6    | Luxembourg      | 1  | 0      | 0      | 1     |
| 9    | Suisse          | 0  | 2      | 0      | 2     |
| 10   | Danemark        | 0  | 1      | 2      | 3     |
| 11   | Italie          | 0  | 1      | 0      | 1     |
|      | Total           | 9  | 10     | 10     | 29    |

## Galerie d'images

Œuvres non concernées par les concours artistiques mais qui ont été réalisées par différents artistes médaillés en 1928.
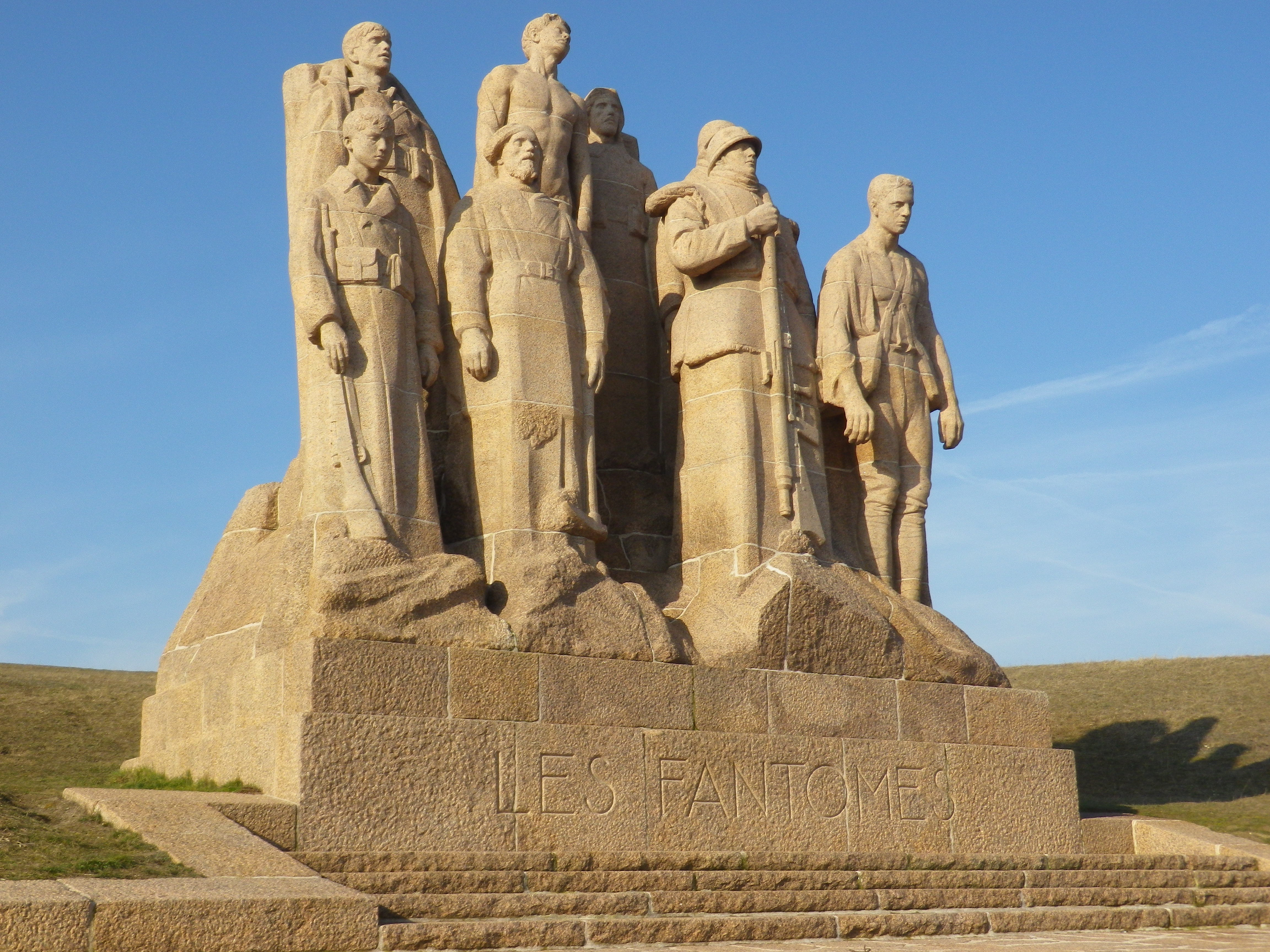
Monument national de la seconde bataille de la Marne (1918) - Ensemble statuaire du sculpteur Paul Landowski, 1935.
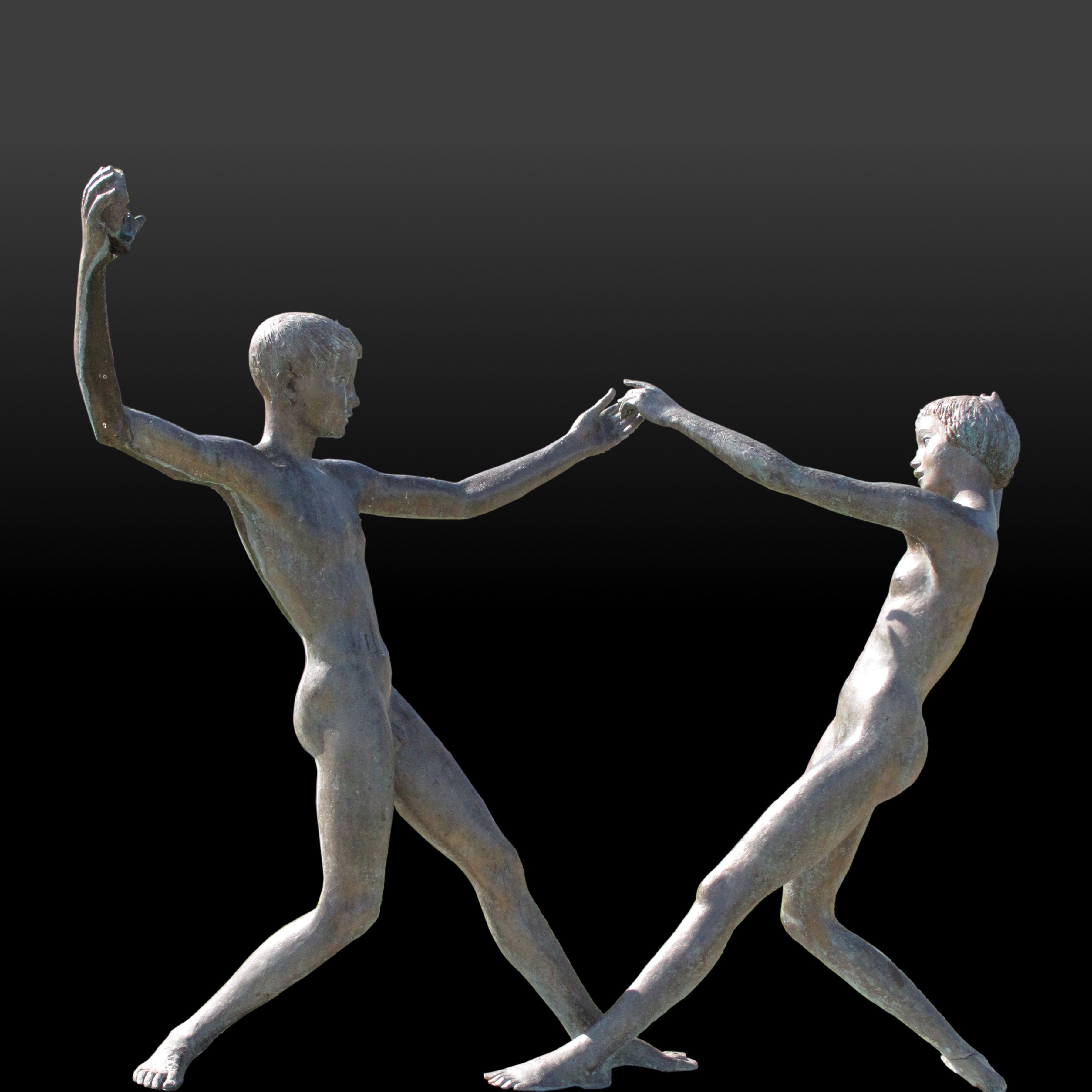
Statue « Boy and girl », par Milo Martin, bronze, 1962-1963.
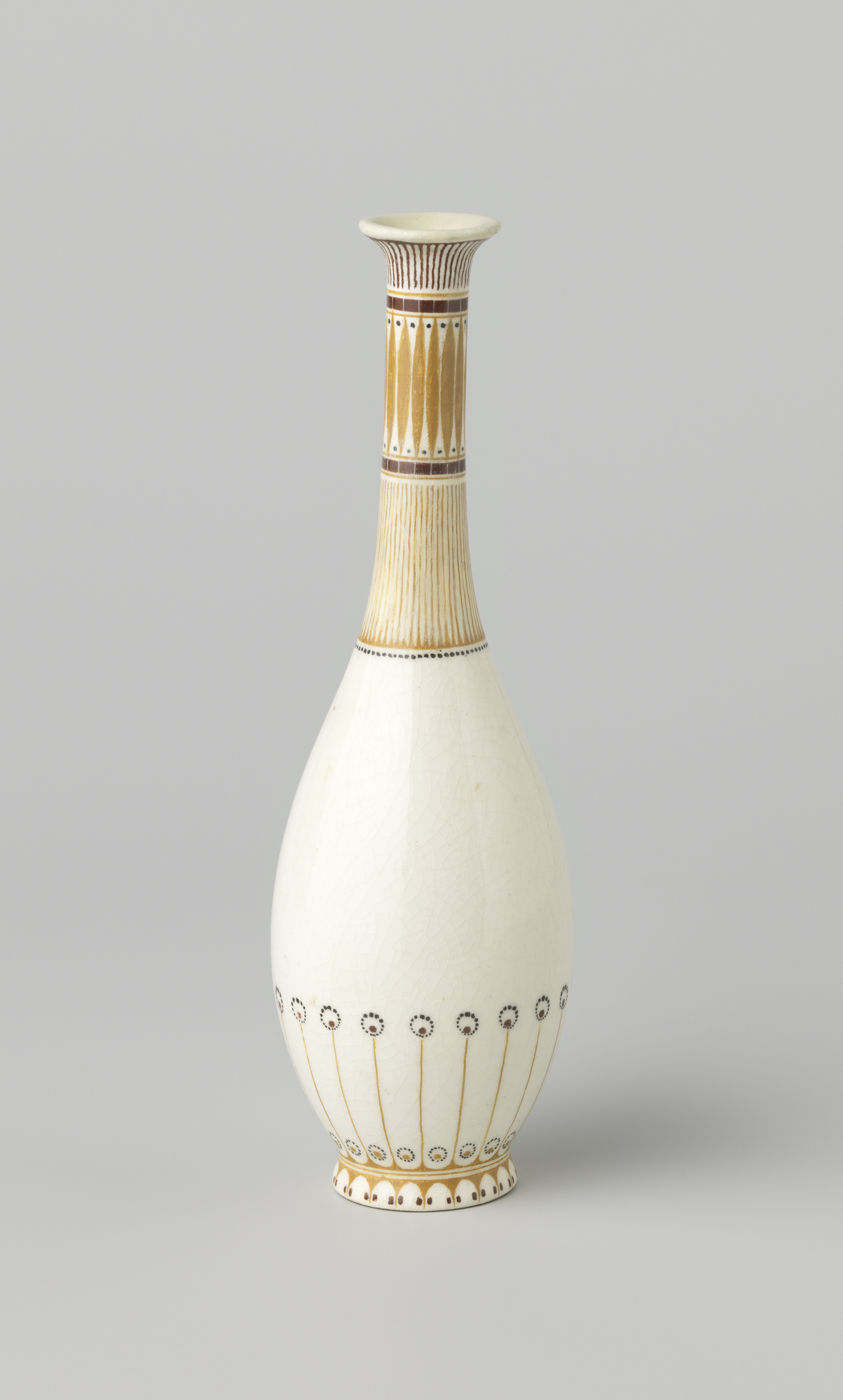
Vase de Chris van der Hoef
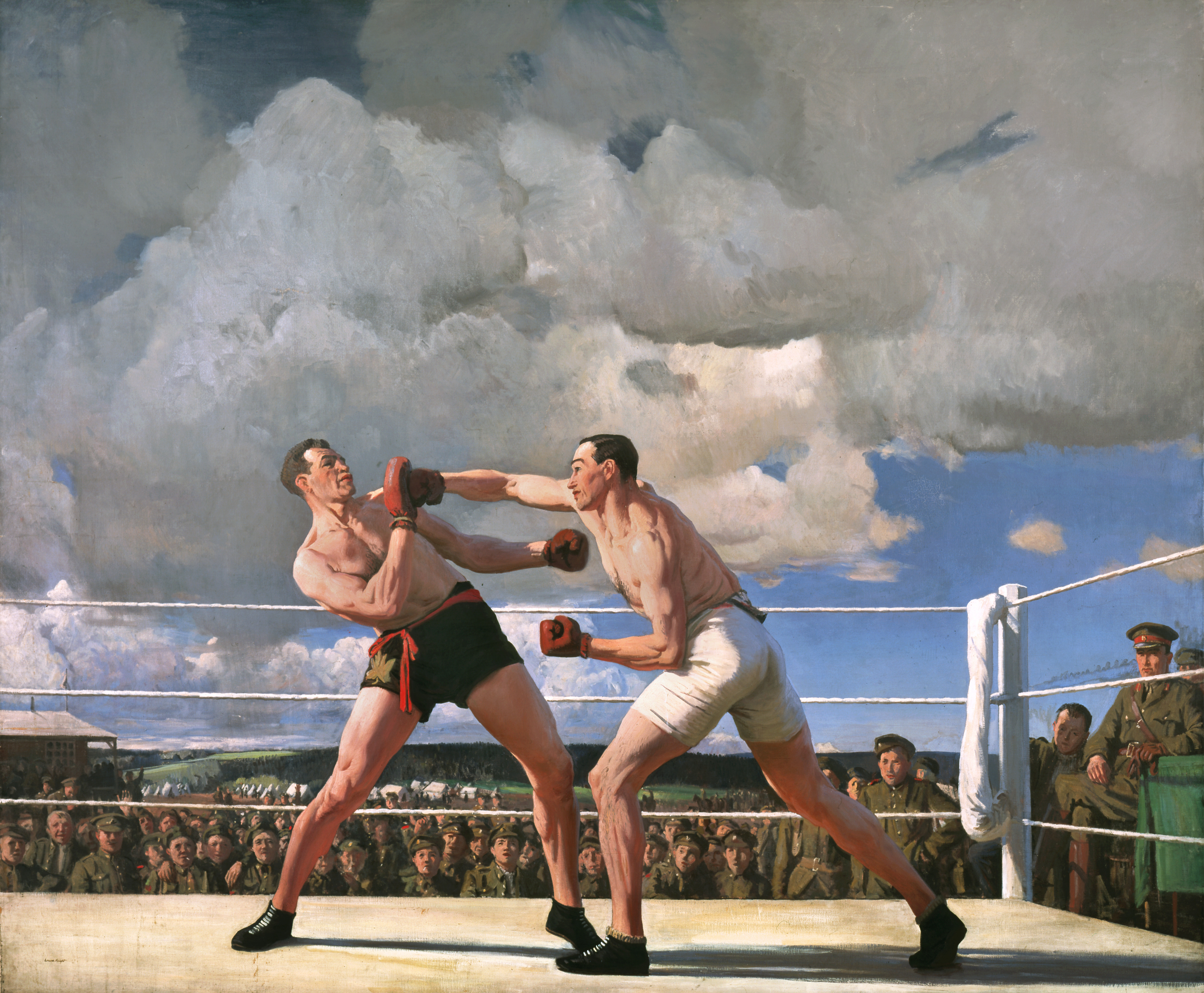
« Physical Training at Witley Camp », œuvre de Laura Knight.
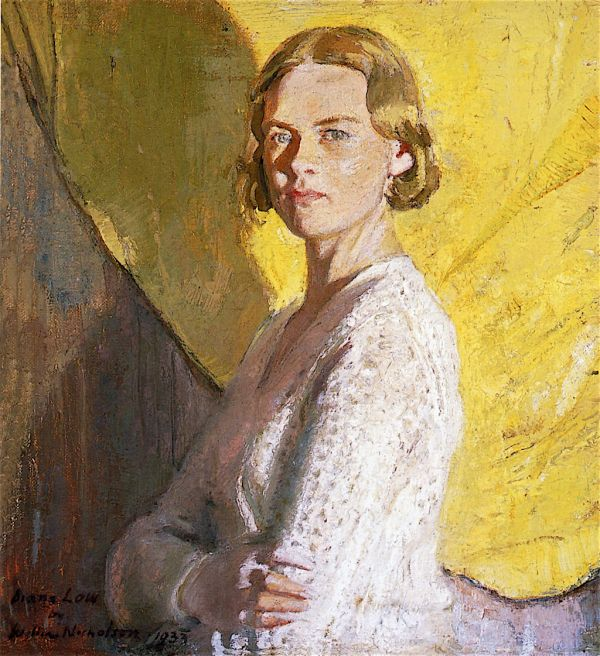
« Portrait of Diana Low » par William Nicholson, 1933.
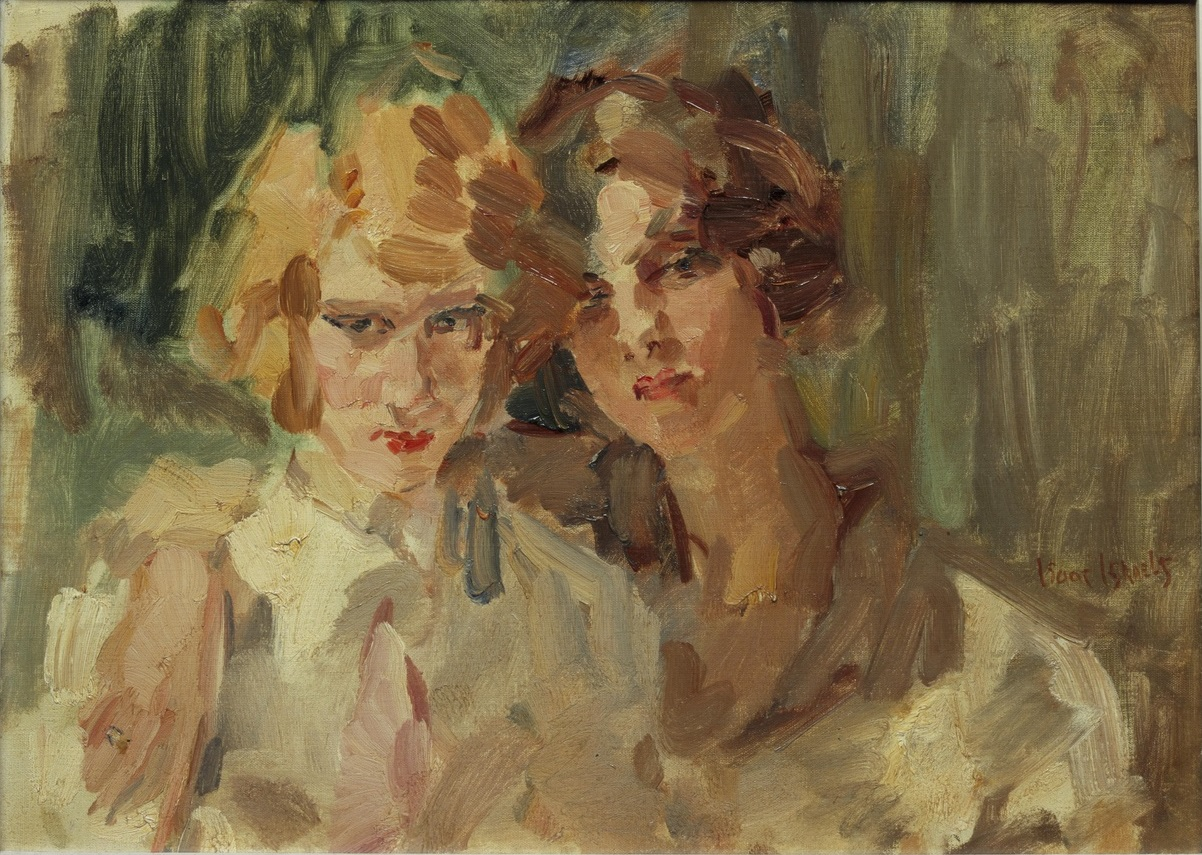
« Two Girls » par Isaac Israëls.
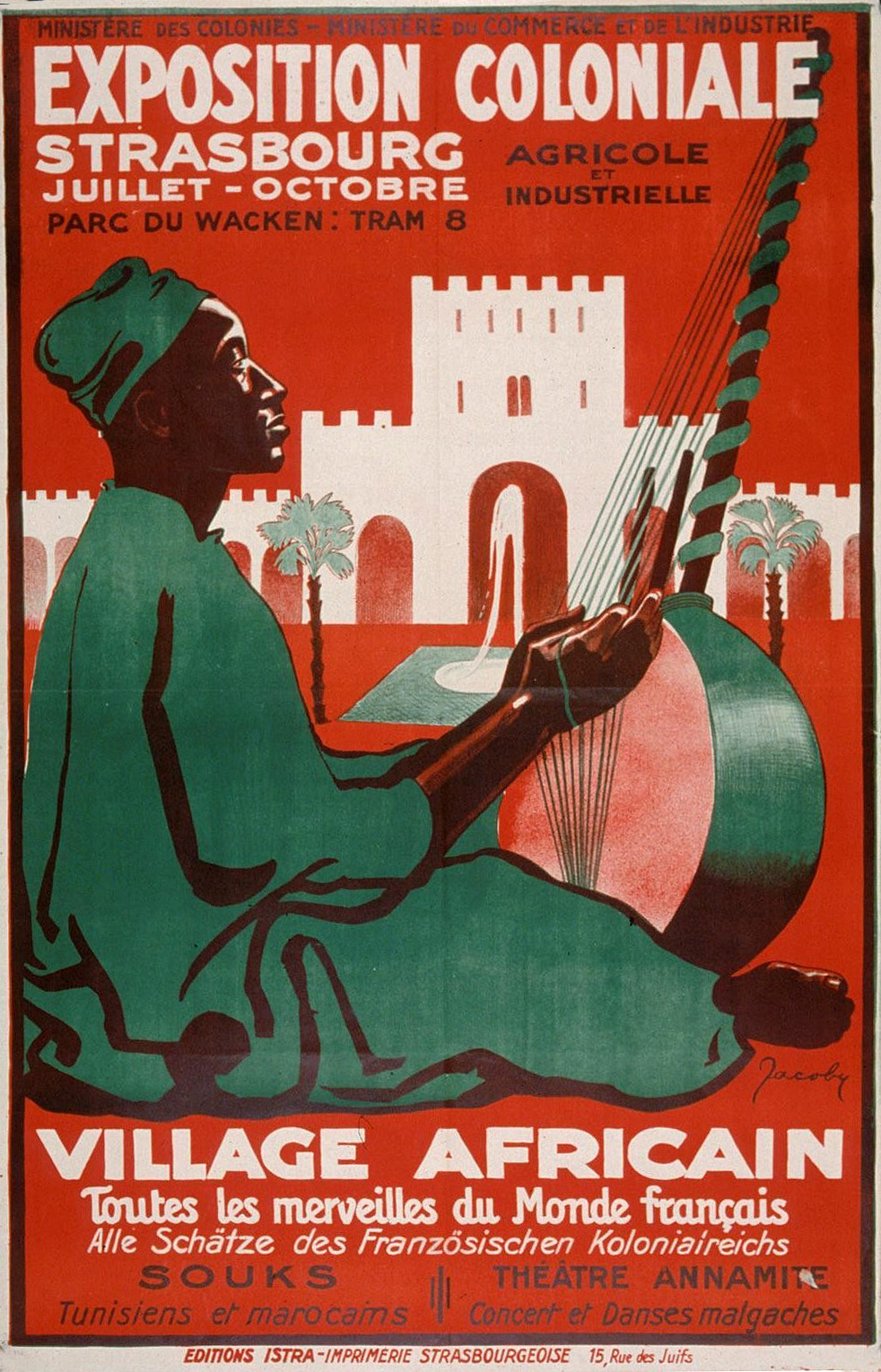
Affiche de Jean Jacoby pour l’exposition coloniale de Strasbourg en 1924.

### Sources
- Bilan officiel des compétitions artistiques de 1912 à 1948 sur Olympic Museum.
- Art Competitions at the 1924 Summer Olympics